# Крапивный, Иван Иванович
Ива́н Ива́нович Крапи́вный (1830 — 23 июня [5 июля] 1879) — подполковник русской армии, участник кавказской и русско-турецкой (1877―1878) войн, ставропольский уездный воинский начальник.

## Биография
Иван Крапивный происходил из дворян Екатеринославской губернии. Воспитание получил в Петровском Полтавском кадетском корпусе, откуда 13 июня 1848 года был выпущен по экзамену прапорщиком и был направлен в 9-й Кавказский линейный батальон. Участвовал в многочисленных сражениях с горцами в Дагестане и Чечне, за отличие в которых неоднократно награждался орденами и производился в очередные воинские чины. 12 июня 1854 года был переведён в Апшеронский пехотный полк, а 1 ноября следующего года принял командование ротой.
3 января 1867 года Крапивному было присвоен чин майора, и 7 мая того же года он переведён в 73-й пехотный Крымский Е. И. В. Великого князя Александра Михайловича полк. С 10 август 1869 года ― командующий батальоном (25 июля 1874 года утверждён командиром 2-го батальона). 1 ноября 1872 года был назначен председателем полкового суда (за выбытием установленного годичного срока сдал должность 20 ноября 1873 года).
Во время русско-турецкой войны (1877―1878) находился в составе Эриванского отряда, действовавшего на кавказском театре военных действий. За отличие в боях с турками был награждён золотой саблей «За храбрость» и 11 июля 1878 года произведён в подполковники (старшинство от 28 июня 1877 года).
14 января 1879 года Крапивный вновь был назначен председателем полкового суда, а 5 марта того же года приказом Главнокомандующего Кавказской армией командирован «впредь до Высочайшего утверждения в должности Ставропольского уездного исправника».

## Смерть
23 июня 1879 года Крапивный умер от геморроя.

## Награды
ордена
- орден Св. Станислава 3-й ст. с мечами и бантом (1863)
- орден Св. Анны 3-й ст. (1867)
- орден Св. Станислава 2-й ст. (1872)
- орден Св. Владимира 4-й ст. с бантом [25 лет] (1874)
- орден Св. Анны 2-й ст. (1876)

медали
- бронзовая медаль «В память войны 1853—1856»
- серебряная медаль «За покорение Чечни и Дагестана в 1857, 1858 и 1859.»
- светло-бронзовая медаль «В память русско-турецкой войны 1877—1878»

прочие знаки отличия
- крест «За службу на Кавказе» (1864)
- золотая сабля с надписью «За храбрость» (05.07.1877)

## Семья
жена — Надежда Васильевна (дочь подполковника Волынского).
дети
сыновья:
- Василий (15.09.1861—?)
- Павел (3.11.1874—?)

дочери:
- Мария (13.08.1863—?)
- Анна (9.12.1865—?)
- Ольга (29.05.1876—?)